# Madjid Boutemeur
Madjid Boutemeur (en arabe: مجيد بوتيمور), né en 1962 à Tazmalt en Algérie, est un physicien algérien spécialiste des particules.

## Biographie
Né le 1er octobre 1962 dans le village  de Tazmalt à Béjaia pour cause du bombardement de son village d'origine Iwaquren-Raffour (Bra) lors de l'opération Jumelles en 1957 en Algérie, Madjid Boutemeur commence ses études primaires à l'âge de 4 ans. À l'école Amrouche Mouloud a m'chedalllah (ex maillot), il fait ses études moyennes. En 1980, il décroche son baccalauréat au lycée de Bouira avec un 20/20 en mathématiques. Il intègre ensuite l'Université de Tizi Ouzou où il obtient un D.E.S de physique théorique, puis il prépare une thèse de doctorat au sein du Laboratoire d'Annecy-le-Vieux de Physique des Particules (LAPP) qu'il soutiendra devant l'Université de Savoie le 29 avril 1988.
Auteur de 602 publications scientifiques, Madjid Boutemeur est actuellement professeur de première classe à l'Université Savoie Mont Blanc en France. Il est fortement engagé en faveur du développement de l'enseignement et de la recherche en Algérie et participe fréquemment à des conférences dans ce pays mais aussi en France,,,.
Il parle kabyle, arabe, français, anglais, allemand.

## Distinctions
- Nommé au prix Nobel de physique de 2016[10]